# 千葉慎也
千葉 慎也（ちば しんや、1987年9月26日 - ）は、岩手県出身の元プロバスケットボール選手である。ポジションはF。

## 来歴
水沢市立水沢中学校から岩手県立盛岡南高等学校へ進学。インターハイは3年連続で出場し、高校2年時にベスト8。ウインターカップは1年時、2年時に出場。
大学は、白鷗大学に進学、インカレにも出場し4年時にはチームの主将も務めた。
大学卒業後は、大塚商会アルファーズに所属。
2011年、bjリーグドラフト会議にて育成11位で岩手ビッグブルズに指名され入団。
2012年6月、2011-12シーズン終了後に契約満了となり退団となったが、8月にチームと再契約しチームに復帰。そのシーズンから岩手ビッグブルズスポーツクラブが運営するバスケットボールスクールのスクールコーチも兼任する。
その後、bjリーグ→B3リーグ→B2リーグ→B3リーグとチームの所属リーグは変われど岩手ビッグブルズからは移籍をせずプロバスケ選手としてはワンクラブマンを通し、2022年3月22日に2021-22年シーズン終了を持って現役引退を発表する。
クラブとして、創設から11年間の功績を称え2022年4月24日のホームゲーム最終戦長崎ヴェルカ戦で背番号5を永久欠番として制定することを発表。
アウェーの最終節しながわシティ戦まで帯同を続けたが、最終戦の4月29日の試合は、しながわ側に新型コロナウイルス感染者が発生し試合中止となる。
そのため前日の4月28日が現役最後の試合となった。スタッツは16分54秒出場、3得点1リバウンドだった。

## 経歴
- 盛岡南高校 - 白鷗大学 - 大塚商会（2010年〜2011年） - 岩手ビッグブルズ（2011年〜2022年）